# Forni Avoltri
Forni Avoltri (Friulaans: For Davôtri) is een gemeente in de Italiaanse provincie Udine (regio Friuli-Venezia Giulia) en telt 692 inwoners (31-12-2005). De oppervlakte bedraagt 80,7 km², de bevolkingsdichtheid is 9 inwoners per km².
De volgende frazioni maken deel uit van de gemeente: Piani di Luzza, Frassenetto, Sigilletto, Collinetta, Collina.

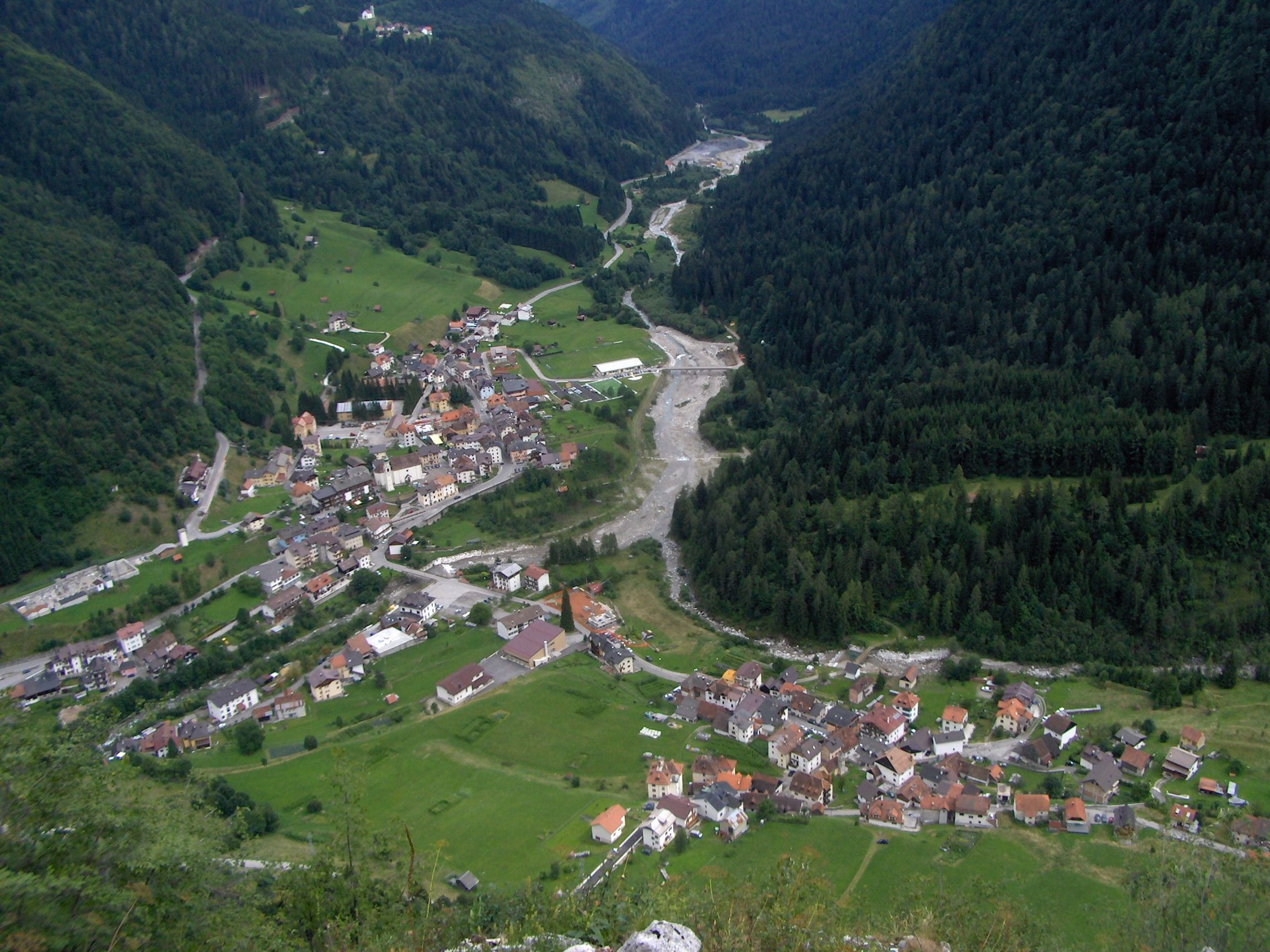
Forni Avoltri
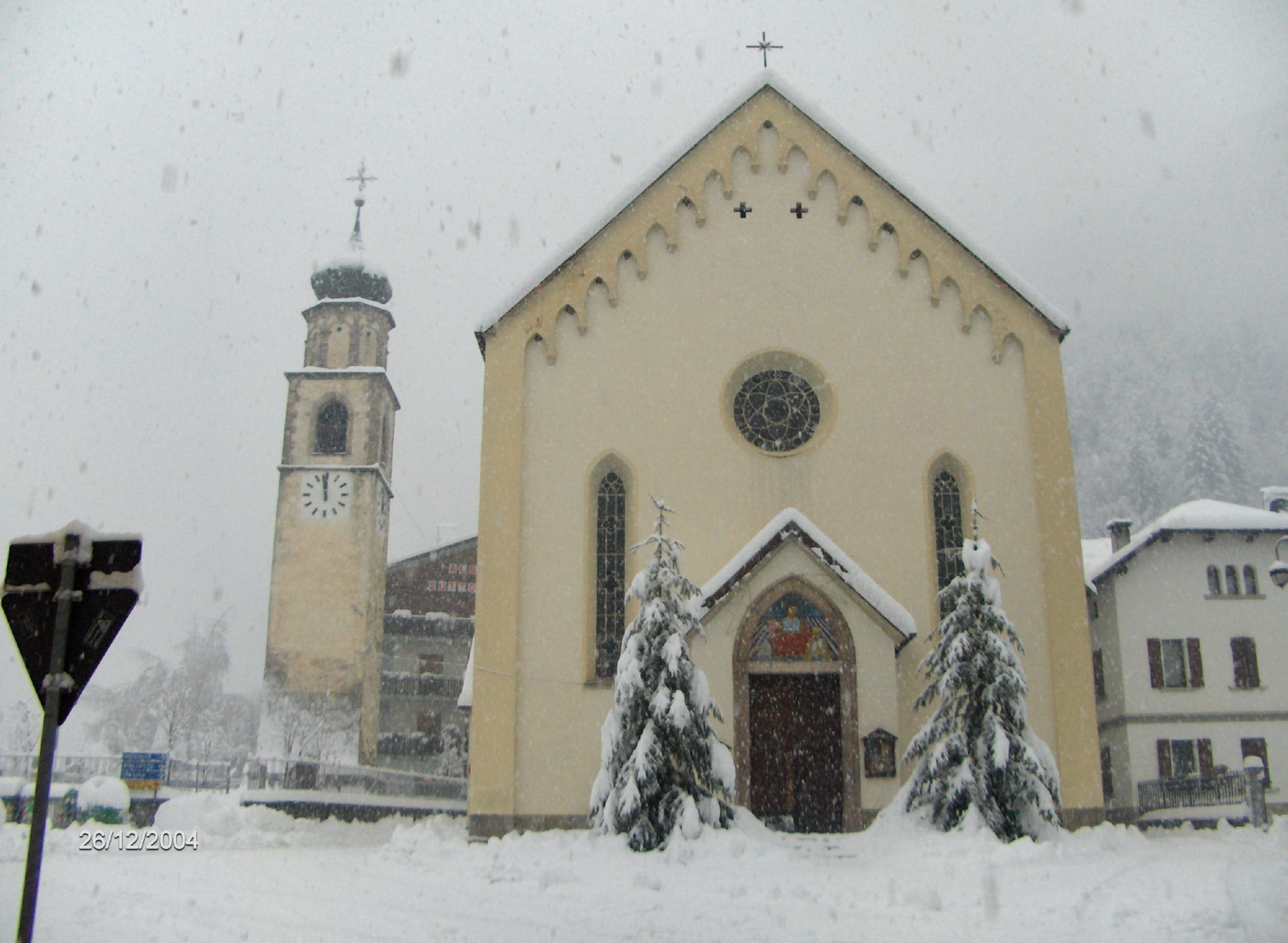
Kerk San Lorenzo
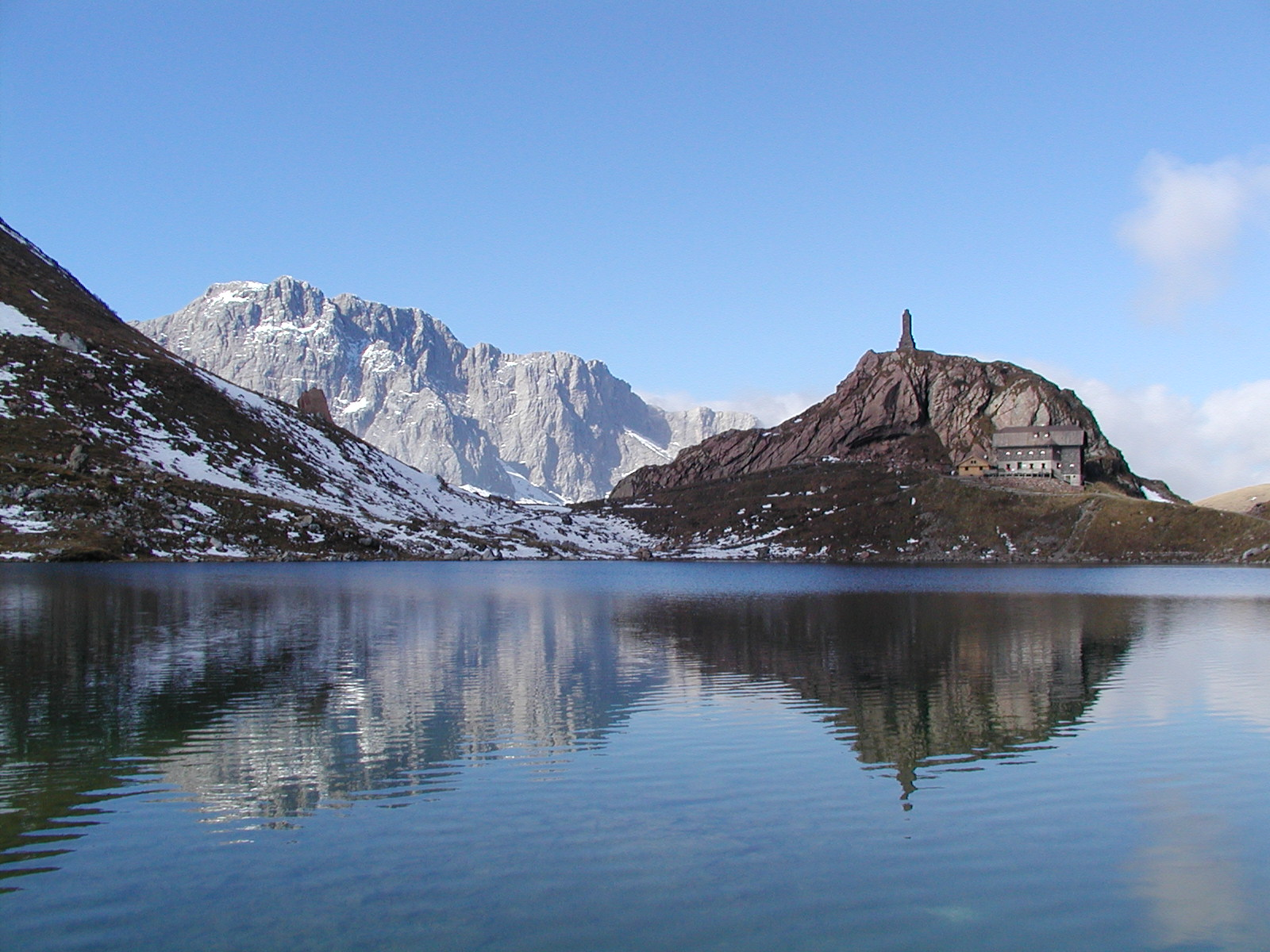
Lago volaia
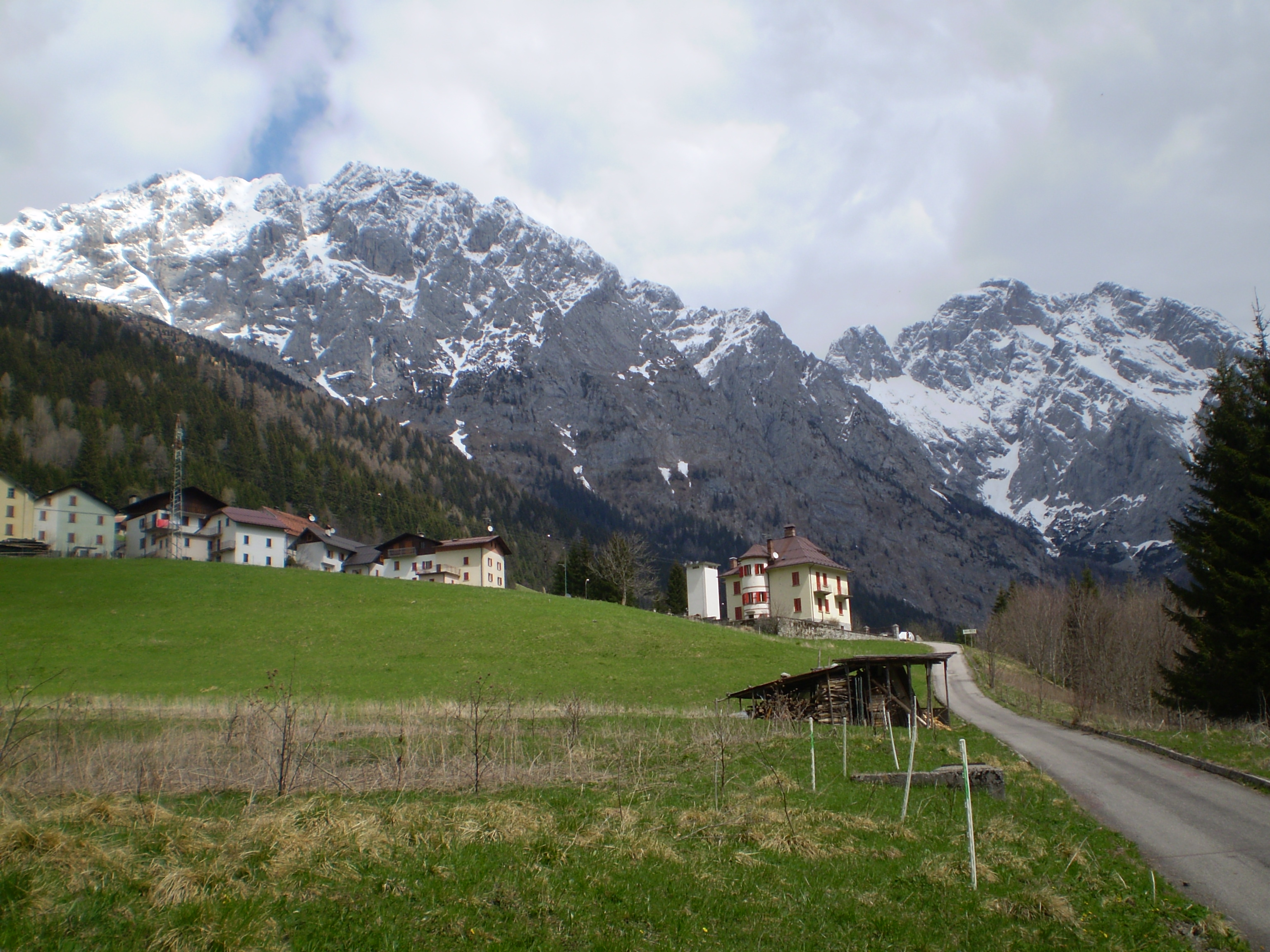
Culino Piçulo
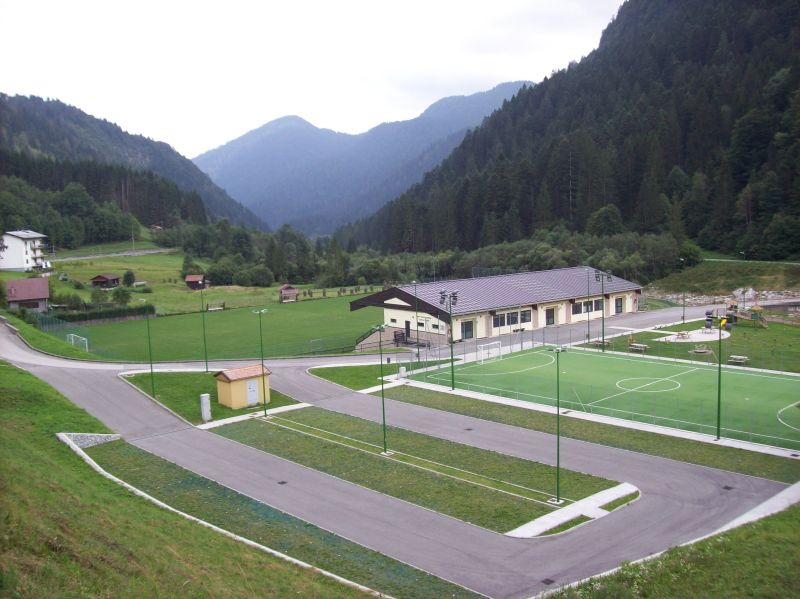
Sportpark

## Demografie
Forni Avoltri telt ongeveer 323 huishoudens. Het aantal inwoners daalde in de periode 1991-2001 met 10,0% volgens cijfers uit de tienjaarlijkse volkstellingen van ISTAT.
| Jaar | Inwoneraantal |
| ---- | ------------- |
| 1991 | 817           |
| 2001 | 735           |

## Geografie
De gemeente ligt op ongeveer 888 m boven zeeniveau.
Forni Avoltri grenst aan de volgende gemeenten: Lesachtal (AT-2), Paluzza, Prato Carnico, Rigolato, Santo Stefano di Cadore (BL), Sappada (BL).